# Alli Neumann
Alina-Bianca « Alli » Neumann (née en 1995 à Solingen) est une chanteuse allemande de pop et actrice.

## Biographie
Alli Neumann, fille d'un Allemand et d'une Polonaise, naît en Allemagne et voit en Pologne jusqu'à l'âge de six ans. Elle grandit ensuite et est scolarisée dans un village du Schleswig-Holstein. Enfant, elle visite souvent les magasins et marchés d'antiquités avec son père, architecte, où elle achète un disque de la chanson Schöner fremder Mann de la chanteuse Connie Francis et découvre ainsi la musique. Elle se produit ensuite dans des maisons de retraite, où elle chante des chansons de France Gall et de Connie Francis pour les résidents. Lors d'une interview avec l'animatrice Jennifer Weist dans l'émission de télévision Update Deluxe de la chaîne Deluxe Music 2019, Neumann explique avoir grandi, adolescente, avec la musique de The White Stripes, Oasis et Alanis Morissette, dont elle avait repris les chansons lors de représentations dans des fêtes municipales locales. Elle déclare également avoir écouté beaucoup de blues pendant son adolescence, car ce genre musical était omniprésent dans son pays d'origine, la Pologne, et qu'il était comparable à l'importance de la musique populaire en Allemagne. De plus, elle raconte dans l'émission que Jochen Hansen, l'ancien bassiste de Rio Reiser, est un premier soutien pour elle en encourageant Alli Neumann à composer ses propres chansons. Dès lors, Neumann fréquente l'environnement social de la maison de Rio Reiser à Fresenhagen, ce qui a un effet inspirant sur elle. Neumann arrête l'école pour se consacrer à la musique.
En 2018, Neumann est vue pour la première fois aux côtés de Jana McKinnon dans le long métrage Wach de Kim Frank. En octobre 2018, son premier EP Hohes Fieber sort sur le label discographique berlinois Jive Germany. En 2019, elle publie son deuxième EP, Monster. En septembre 2019, Alli Neumann se produit sur la scène de la branche allemande du festival américain Lollapalooza, au Olympiagelgelände de Berlin.
En 2021, Alli Neumann fonde son propre label Jaga Recordings, sur lequel son premier album Madonna-Whore-Komplex sort le 3 septembre de la même année. Toujours en 2021, elle écrit la chanson-titre Mit dir du film Ein nasser Hund. Elle participe à la dixième saison de l'émission Sing mein Song - Das Tauschkonzert, diffusée du 25 avril au 13 juin 2023. Alli Neumann chante la chanson titre Wenn du uns brauchst de la série télévisée Die drei!!! sur Disney+.

## Discographie partielle

### Albums studio
- 2021 : Madonna-Whore-Komplex (Four Music, Jaga Recordings (Sony))
- 2023 : Primetime (Four Music, Jaga Recordings (Sony))

## Filmographie
- 2018 : Wach
- 2020 : Wir können nicht anders
- 2021 : 3½ Stunden
- 2023 : Jerks. (série)
- 2024 : Kleo (série)